# Rockdale (Texas)
Pour les articles homonymes, voir Rockdale.
Rockdale est une ville située au sud du comté de Milam, au Texas, aux États-Unis,.

## Démographie
Lors du recensement de 2010, la ville comptait une population de 5 595 habitants. Elle est estimée, en 2017, à 5 643 habitants.

## Économie
Après la fermeture progressive de la plus grande usine d'aluminium du monde opéré par Alcoa à partir de 2008, la ville accueille sur le site en 2021 la plus grande mine bitcoin aux États-Unis.

### Source de la traduction
- (en) Cet article est partiellement ou en totalité issu de l’article de Wikipédia en anglais intitulé « Rockdale, Texas » (voir la liste des auteurs).